# Washington County (Nebraska)
Washington County is een county in de Amerikaanse staat Nebraska.
De county heeft een landoppervlakte van 1.011 km² en telt 18.780 inwoners (volkstelling 2000). De hoofdplaats is Blair.